# 魚豢
魚豢（？—？），京兆郡（今河南洛阳）人，三國時期曹魏史學家。

## 生平
生卒不明。早年向董遇、樂詳、邯鄲淳等請教《左傳》和《詩經》齊、魯、韓、毛四家。後與王粲、阮瑀等答辯。魏明帝時官至郎中，入晉後不仕。約卒於晋太康以后。

## 著作
生平嗜史學，私撰《魏略》，為記載曹魏事的紀傳體史書。因屬私修，體例多有創新，“鉅細畢載，蕪累甚多”，此書於唐代失傳。後出現兩種輯本，但內容皆不到原書的二十分之一。